# Marta Śniady
Marta Śniady (ur. 2 lutego 1986 w Pabianicach) – polska kompozytorka i teoretyczka muzyki.

## Życiorys
Ukończyła studia w Akademii Muzycznej w Łodzi: z wyróżnieniem kompozycję w klasie Bronisława Kazimierza Przybylskiego (2010) oraz teorię muzyki pod kierunkiem Ewy Kowalskiej-Zając (2011). Studiowała także muzykę elektroniczną pod kierunkiem Krzysztofa Knittla. Ukończyła Podyplomowe Studia Muzyki Filmowej, Komputerowej i Twórczości Audiowizualnej w Łodzi. Brała udział w kursie kompozytorskim SYNTHESIS w Radziejowicach (2013) oraz w kursach prowadzonych m.in. przez Marka Chołoniewskiego, Grażynę Pstrokońską-Nawratil i Jennifer Walshe. Obecnie (2019) pracuje na stanowisku doktora w Akademii Muzycznej w Łodzi. W 2016 roku rozpoczęła podyplomowe studia pod kierunkiem Simona Steen-Andersena i Nielsa Rønsholdta w Królewskiej Akademii Muzycznej w Aarhus.
Od 2017 roku członkini zarządu festiwalu Warszawska Jesień. W swojej twórczości kompozytorskiej łączy muzykę z innymi dziedzinami sztuki. Współpracowała m.in. z zespołami: Ensemble Garage, Kwartludium, ElletroVoce, Spółdzielnia Muzyczna Contemporary Ensemble. Jej twórczość była częścią repertuaru przedstawiającego współczesnych kompozytorów polskich na festiwalu Sacrum Profanum w 2018.
Współpracowała z „Dziennikiem Łódzkim” jako recenzentka muzyczna (2009–2014); jej teksty publikowano także w czasopiśmie „Glissando”.

## Nagrody i wyróżnienia
- III nagroda w konkursie kompozytorskim zorganizowanym z okazji 60-lecia Akademii Muzycznej w Gdańsku za utwór Dusza z cieła wyleciała na chór mieszany a capella (2008)
- Zwycięstwo ex aequo w XI Konkursie Kompozytorskim im. Tadeusza Ochlewskiego za utwór s!c2 na sopran solo i nagranie audio (2013)